# Модафініл
Модафініл (англ. Modafinil, лат. Modafinilum) — синтетичний лікарський препарат, який є похідним дифенілметилу. Модафініл застосовується перорально. Модафініл уперше синтезований у Франції нейрофізіологом Мішелем Жуве у співпраці з «Lafon Laboratories» у 70-х роках ХХ століття, та уперше застосований для лікування нарколепсії у Франції в 1986 році. Станом на вересень 2024 року, Модафініл отримав державну реєстрацію в Україні.

## Фармакологічні властивості та дія на організм
Модафініл — синтетичний лікарський засіб, похідне дифенілметилу. Точний механізм дії препарату невідомий, найімовірнішим механізмом дії модафінілу є посилення викиду нейромедіаторів, зокрема норадреналіну та дофаміну, із синаптичних щілин, а також підвищення рівня гістаміну, та пригнічення секреції ГАМК. Також модафініл підвищує рівень орексину, попереджує зворотнє захоплення в синапсах серотоніну, та посилює вироблення нейротрофічного фактору мозку (BDNF). Вищеперераховані ефекти призводять до покращення концентрації уваги, цілеспрямованості, пам'яті та інших розумових здібностей; зниження сонливості; підвищення працездатності; а також призводить до зниження апетиту та зменшення споживання їжі. На думку частини медиків та дослідників, на відміну від подібних за механізмом дії похідних амфетаміну, модафініл не спричинює звикання та формування залежності від препарату, хоча з часом формується висока толерантність до препарату, а відмова від його застосування може спричинити розвиток синдрому відміни.

### Фармакокінетика
Модафініл при прийомі всередину швидко всмоктується та розподіляється в організмі, максимальна концентрація препарату спостерігається протягом 2—4 годин після прийому модафінілу. Біодоступність препарату точно не встановлена. Модафініл у помірній кількості (на 60 %) зв'язується з білками плазми крові. Модафініл добре проникає через гематоенцефалічний бар'єр, проникає через плацентарний бар'єр, даних щодо виділення препарату в грудне молоко немає. Метаболізується модафініл у печінці з утворенням неактивних метаболітів. Виводиться препарат із організму переважно із сечею (80 %) у вигляді метаболітів, 1 % модафінілу виводиться разом із калом. Період напіввиведення препарату становить 10—15 годин.

## Застосування

### Медичне застосування
У офіційній медицині у низці країн модафініл застосовується для лікування нарколепсії, апное уві сні, а також розладів нервової системи, спричинених ненормованим робочим графіком. Частина лікарів застосовує модафініл у комплексному лікуванні депресії, фіброміалгії, синдромі хронічної втоми, міотонії, паркінсонізмі, спричиненої опіатами сонливості, та дитячому церебральному паралічі.

### Застосування представниками силових структур та астронавтами
Модафініл часто застосовується представниками силових структур низки країн для підвищення їх боєздатності та витривалості, особливо при виконанні спеціальних операцій. Зокрема, уряд Франції офіційно визнав, що модафініл застосовували військові Іноземного легіону під час виконання кількох секретних операцій. Міністерство оборони Великої Британії проводило дослідження використання модафінілу у військовій сфері разом із корпорацією QinetiQ, та витратило на ці дослідження 300 тисяч фунтів стерлінгів. У 2011 році представники Військово-повітряних сил Індії оголосили про плани дослідження застосування модафінілу. У США модафініл застосовувався з експериментальною метою пілотами ВПС США, причому у дослідженнях встановлено, що при його застосуванні у дозі 600 мг зберігалась концентрація уваги в пілотів протягом 40 годин без сну, проте у них спостерігались побічні ефекти препарату, зокрема запаморочення і нудота. Також модафініл застосовують поліцейські в штаті Меріленд під час тривалих завдань для підвищення концентрації уваги. За повідомленнями канадських засобів масової інформації, модафініл застосовували космонавти та астронавти на МКС для оптимізації працездатності астронавтів при їх перевтомі, для боротьби з порушеннями циркадних ритмів сну та пониженої якості сну.

### Застосування у спорті
Модафініл застовувався низкою спортсменів з метою збереження бадьорості протягом тривалого часу в умовах підвищених фізичних навантажень. Найвідомішим доведеним випадком застосування модафінілу в спорті є застосування модафінілу американською спринтеркою Келлі Вайт, яка перемогла на чемпіонаті світу 2003 року на дистанціях 100 і 200 метрів, проте пізніше дискваліфікована та позбавлена усіх спортивних нагород. Іншим відомим випадком є дискваліфікація американського велосипедиста Давіда Клінгера у 2004 році за вживання модафінілу. Модафініл офіційно заборонений для використання спортсменами Всесвітнім антидопінговим агентством 3 серпня 2004 року.

### Немедичне застосування
Модафініл часто застосовується як стимулятор для покращення пам'яті, а також для покращення працездатності та зниження сонливості, особливо студентами вищих навчальних закладів, а також і підприємцями, іноді й найманими працівниками офісних установ, для покращення працездатності. Препарат також застосовують як для покращення апетиту, так і для схуднення. Частина дослідників також вважають, що модафініл може бути ефективним засобом для лікування ожиріння. Модафініл також застосовує частина культуристів для покращення фізичної витривалості і зменшення стомленості, особливо після важких спортивних тренувань.

## Побічні ефекти
Застосування модафінілу супроводжується низкою частих побічних ефектів. Зокрема, при застосуванні препарату найчастішими побічними явищами є безсоння, головний біль, втрата апетиту. Підвищення рівня гістаміну при застосуванні модафінілу може спричинити виникнення лущення шкіри, кропив'янки, набряку Квінке, синдрому Стівенса-Джонсона, синдрому Лаєлла, набряк окремих частин тіла. шкірний висип та інші алергічні реакції. При застосуванні препарату можуть спостерігатися також побічні явища з боку травної системи, зокрема діарея, нудота, диспепсія, жовтяниця. Іншими частими побічними явищами при застосуванні препарату є біль у спині, відчуття тривоги, відчуття жару, задишка, потемніння сечі, виражене виснаження організму. Рідше при застосуванні препарату спостерігаються гарячка, галюцинації та депресія, а також зневоднення організму. При передозуванні модафінілу спостерігаються артеріальна гіпертензія, тахікардія, виражений головний біль, важке безсоння і депресія. Одночасне вживання модафінілу з алкоголем та опіатами може призвести до смертельного випадку. При тривалому прийомі препарату та раптовій його відміні розвивається синдром відміни модафінілу, симптомами якого є тривалі депресія, задишка, погіршення пам'яті, погіршення концентрації уваги, швидка втомлюваність, головний біль, підвищення артеріального тиску, нервозність, біль у ділянці печінки або розлади діяльності печінки, нудота.

## Легальний статус
Модафініл дозволений до клінічного застосування у низці країн світу, зокрема в США, Канаді, Фінляндії, Мексиці, ПАР, Великій Британії. У Росії модафініл заборонений до застосування та входить до списку заборонених та психотропних засобів. Модафініл отримав державну реєстрацію в Україні у вересні 2024 року, станом на липень 2025 присутній на ринку.

## Протипокази
Протипоказами для застосування модафінілу є підвищена чутливість до препарату, не рекомендований препарат під час вагітності.

## Форми випуску
Модафініл випускається у вигляді таблеток по 0,1 і 0,2 г.